# (26127) Otakasakajyo
(26127) Otakasakajyo – planetoida z pasa głównego asteroid okrążająca Słońce w ciągu 3 lat i 172 dni w średniej odległości 2,29 j.a. Została odkryta 19 stycznia 1993 roku w oberwatorium w Geisei przez Tsutomu Sekiego. Nazwa planetoidy pochodzi od Otakasakajyo, dawnej nazwy średniowiecznego zamku znajdującego się na wzgórzu z widokiem na miasto Kōchi, będącego symbolem tego miasta. Przed nadaniem nazwy planetoida nosiła oznaczenie tymczasowe (26127) 1993 BL2.